# Kompleks użytków zielonych średnich
 Kompleks użytków zielonych średnich (2z)  – kompleks w skład którego wchodzą użytki zielone występujące na glebach mineralnych, mułowo-torfowych, torfowych i murszowych. Stosunki wodne gleb tego kompleksu nie są do końca uregulowane, co powoduje, że gleby te są okresowo są za suche lub nadmiernie uwilgotnione.  W klasyfikacji bonitacyjnej zaliczane są do III i IV klasy. Z tego kompleksu można uzyskać do 3 ton siana średniej jakości, z kolei plon zielonki wystarczy do wyżywienia 2 krów przez okres 130 dni.